# Hasta la vista, baby
«Hasta la vista, baby» (з ісп. — «До побачення, дитинко»; Аста ла віста, бейбі) — фраза андроїда Термінатора, що стала крилатою, з фільму «Термінатор 2: Судний день», яку вимовляє Арнольд Шварценеггер. Потрапила до списку ста відомих цитат з американських фільмів за 100 років за версією AFI і посіла там 76-те місце.

## Походження
Фраза «Hasta la vista» — це іспанський сталий вираз, який можна перекласти як «до побачення» або «до зустрічі».
Ця фраза, з додаванням англійського слова «baby», — Hasta la vista, baby — була використана в популярному хіті американської співачки Джоді Вотлі (англ. Jody Watley) 1987 — Looking for a New Love, за який вона отримала премію Grammy.
Але після фільму «Термінатор 2: Судний день» фраза стала відома у всьому світі.

## Фільм
«Hasta la vista, baby» — фраза з розмови персонажів фільму Джона Коннора (Едвард Ферлонг) та Термінатора (Арнольд Шварценеггер):
|  | Джон Коннор: Ні ні ні ні. Слухай, як кажуть люди. Ти не мусиш говорити «відповідь позитивна» або інше подібне лайно. Скажи «без проблем». Якщо хтось на тебе наїжджає, скажи йому: «Засохни, пліснява». А якщо хочеш красиво попрощатися, скажи «hasta la vista, baby». (1:05:46-1:06:07 час фільму) Термінатор: Hasta la vista, baby. (1:06:07-09) Оригінальний текст (англ.) John Connor: No, no, no, no. You gotta listen to the way people talk. You don't say "affirmative" or some shit like that. You say "no problemo". And if someone comes on to you with an attitude, you say "eat me". And if you want to shine them on, it's "hasta la vista, baby". The Terminator: Hasta la vista, baby. |

Термінатор, не забуваючи красиво попрощатися, каже фразу знову перед пострілом у замороженого T-1000:
|  | Термінатор: Hasta la vista, baby. (1:54:37-40) |

## Варіанти вживання
Є дві іспанські версії фільму «Термінатор». У латиноамериканській іспанській версії фраза залишається такою, з виразом іспанською мовою. Проте, в європейській іспанській версії вона змінюється на Sayonara, baby (sayonara японською означає «до побачення»). Причина цього зміни у цьому, що фраза має вимовлятися іншою мовою, інакше пропадає її сенс.
20 липня 2022 року прем'єр-міністр Великої Британії Борис Джонсон, залишаючи посаду, виступив із прощальним словом у Палаті громад. Наприкінці своєї промови під оплески своєї партії він процитував знамениту фразу «Термінатора». «Місія загалом виконана… Hasta la vista, baby».